# Changeling (phim)
Changeling là một phim chính kịch Mỹ sản xuất năm 2008, đạo diễn bởi Clint Eastwood, biên kịch bởi J. Michael Straczynski. Dựa trên sự kiện có thật "Những vụ giết người tại trại gà Wineville" ở Los Angeles năm 1928, bộ phim có sự tham gia của Angelina Jolie vào vai người phụ nữ đoàn tụ với đứa con trai bị mất tích của cô—nhưng sau đó phát hiện đứa trẻ không phải con mình. Cô yêu cầu chính quyền thành phố giải quyết chuyện này, nhưng họ không chấp nhận và cho rằng cô là một người mẹ đáng kinh tởm, phán rằng cô bị tâm thần. Changeling lột trần sự ngược đãi phụ nữ, sự thối nát của chính quyền, sự xâm hại trẻ em và hậu quả của bạo lực. Ron Howard đúng ra là đã đạo diễn phim này, nhưng do vướng lịch trình nên vai trò đạo diễn thuộc về Eastwood. Howard và Brian Grazer của Imagine Entertainment sản xuất phim, cùng với Robert Lorenz của Malpaso Productions và Eastwood. Universal Pictures hỗ trợ tài chính và phát hành phim.